# Popsy Wopsy
Popsy Wopsy è un cortometraggio muto del 1913 diretto da Maurice Elvey qui al suo esordio come regista cinematografico. È il primo film anche per il protagonista, l'attore Fred Groves. Sia Groves che Elvey avrebbero avuto in seguito una lunga carriera cinematografica che si sarebbe conclusa per entrambi negli anni cinquanta.

## Distribuzione
Il film uscì nel 1913.